# 16189 Riehl
A 16189 Riehl (ideiglenes jelöléssel 2000 AT187) a Naprendszer kisbolygóövében található aszteroida. A LINEAR projekt keretében fedezték fel 2000. január 8-án.